# Rose Hill (atriz)
Rose Hill (Rose Lilian Hill) (Londres, Reino Unido,  5 de Junho de 1914 – Middlesex, Reino Unido, 22 de Dezembro de 2003) foi uma actriz inglesa.
É mais conhecida pelo seu trabalho na série cómica de televisão 'Allo 'Allo! onde interpretava a personagem Madame Fanny.

## Biografia
Começou a sua carreira como soprano em 1939, cantando em Sadler's Wells Opera (mais tarde chamada English National Opera) em Londres, como Despina em Così fan tutte. No Festival de Glyndebourne cantou Barbarina em Le nozze di Figaro.
Em 1948 cantou como Lucy na estreia mundial de The Beggar's Opera, adaptação de Benjamin Britten. O seu papel mais longo como actriz foi em 'Allo 'Allo!, sendo exibido de 1982 a 1992.
A carreira de Rose Hill no cinema e televisão começou em 1958 com o filme The Bank Raiders, tendo terminado em 1994 com a participação em A Touch of Frost. Passou os últimos anos da sua vida numa casa para actores em Middlesex, até à data da sua morte em 2003.
1. ↑  «Rose Hill | Obituaries | The Stage». web.archive.org. 12 de fevereiro de 2017. Consultado em 10 de janeiro de 2025